# Augustin Alexa
Augustin Alexa (n. 9 februarie 1911, Mierța, România – d. 29 mai 1979, București, România) a fost un politician comunist român, procuror general al RPR/RSR (1953-1973).

## Biografie
A fost muncitor CFR în orașul Cluj. În anul 1939 a devenit membru al PCR. A fost ales ca membru al CC al PMR/PCR (1948-1974). Augustin Alexa a fost deputat în Marea Adunare Națională în sesiunile din perioada 1948 - 1974.
În perioada 6 aprilie 1951 - 28 ianuarie 1953, a îndeplinit funcția de ministru al transporturilor. În anul 1953 primește gradul de prim-consilier juridic de stat, asimilat cu gradul de general-locotenent și este numit în funcția de procuror general al RPR/RSR (1953-1973), fiind direct implicat în toate marile anchete și procese ale perioadei.
Augustin Alexa a fost pensionat în 1973, a decedat în anul 1979 și a fost incinerat la Crematoriul Cenușa.

## Decorații
Augustin Alexa a fost decorat cu următoarele distincții: 
- Ordinul „Steaua Republicii Populare Române“ clasa a II-a (1948);
- „Ordinul Muncii“ clasa a III-a (1948), clasa I (1961);
- Ordinul „Apărarea Patriei“ clasa a III-a (1949);
- Medalia „A cincea aniversare a Republicii Populare Române” (24 decembrie 1952) „pentru lupta și munca duse în vederea făuririi, consolidării și prosperării Republicii Populare Române”[5]
- Medalia „A 10-a aniversare a R.P.R.“ (1957);
- Ordinul „23 August” clasa a III-a (12 august 1959) „pentru îndelungată activitate în mișcarea muncitorească, pentru contribuția activă la răsturnarea dictaturii militaro-fasciste și instaurarea regimului democrat-popular, pentru merite deosebite în opera de construire a socialismului”[6]
- Ordinul „23 August“ clasa a III-a (1961);
- Medalia „40 de ani de la înființarea Partidului Comunist din Romînia” (6 mai 1961) „pentru activitate îndelungată în mișcarea muncitorească și merite în opera de construire a socialismului”[7]
- Ordinul „23 August” clasa a II-a (18 august 1964) „pentru merite deosebite în opera de construire a socialismului, cu prilejul celei de a XX-a aniversări a eliberării patriei”[8]
- Ordinul „Tudor Vladimirescu” clasa a II-a (30 aprilie 1966) „cu prilejul celei de-a 45-a aniversări de la înființarea Partidului Comunist din România, pentru îndelungată activitate în mișcarea muncitorească și merite deosebite în opera de construire a socialismului”[9]
- Medalia „Eliberarea de sub jugul fascist“;
- Ordinul „Steaua Republicii Socialiste România“ clasa I (1971);
- Medalia „A 25-a aniversare a R.P.R.“ (1972).

## Vezi și
- Lista membrilor Comitetului Central al Partidului Comunist Român